# Platyptilia kozanica
Platyptilia kozanica là một loài bướm đêm thuộc họ Pterophoridae. Nó được tìm thấy ở Thổ Nhĩ Kỳ.
Sải cánh dài khoảng 21 mm.